# Kevin S. Tenney
Kevin S. Tenney (* 16. Oktober 1955 in Honolulu, Hawaii) ist ein US-amerikanischer Filmregisseur, Filmproduzent und Drehbuchautor.

## Leben und Wirken
Kevin Tenney studierte Filmwissenschaften an der University of Southern California, wo er 1985 seinen Abschluss machte. Während seiner Studienzeit gewann er einen Emmy für sein Projekt War Games, einen Kurzfilm über einen Veteranen des Vietnamkrieges.
1986 erschien Witchboard – Die Hexenfalle, ein Horrorfilm, der ihm unter Genrefans einen gewissen Bekanntheitsgrad einbrachte. Auch seine folgenden Projekte sind überwiegend den Genres Horror- und Splatterfilm zuzuordnen. Bei den meisten seiner Filme handelt es sich außerdem um Low-Budget-Produktionen, bei denen Tenney oftmals neben der Regie auch die Produktion leitete. So gründete er 2006, gemeinsam mit Greg McKay, das Unternehmen Prodigy Entertainment, das als Produktionsfirma für seinen Film Brain Dead und Adam Gieraschs Night of the Demons, einer Neuverfilmung von Tenneys gleichnamigem Film aus dem Jahr 1988, fungierte.
Tenney hat einen Bruder, Dennis Michael Tenney, der für mehrere seiner Filme die Filmmusik beisteuerte. Er ist verheiratet und hat zwei Kinder.

## Filmografie (Auswahl)
Als Regisseur
- 1986: Witchboard – Die Hexenfalle (Witchboard)
- 1988: Night of the Demons
- 1989: Witchtrap
- 1989: Anthony II – Die Bestie kehrt zurück (The Cellar)
- 1990: Peacemaker
- 1993: Witchboard 2 – Die Tür zur Hölle (Witchboard 2: The Devil’s Doorway)
- 1996: Pinocchio – Puppe des Todes (Pinocchio’s Revenge)
- 1998: The Second Arrival – Die Wiederkehr (The Second Arrival)
- 2000: Tick Tock
- 2003: Endangered Species
- 2007: Brain Dead
- 2009: Bigfoot

Als Drehbuchautor
- 1986: Witchboard – Die Hexenfalle (Witchboard)
- 1989: Witchtrap
- 1990: Peacemaker
- 1993: Witchboard 2 – Die Tür zur Hölle (Witchboard 2: The Devil’s Doorway)
- 1995: Witchboard III: The Possession
- 1996: Pinocchio – Puppe des Todes (Pinocchio’s Revenge)
- 2000: Tick Tock
- 2003: Endangered Species

Als Produzent
- 1989: Witchtrap
- 2007: Brain Dead
- 2009: Night of the Demons